# Discografia di Ferruccio Busoni
Questo articolo elenca le registrazioni acustiche realizzate per la Columbia da Ferruccio Busoni. Le registrazioni pubblicate sono state stampate su dischi a 78 giri. Si ritiene che le matrici originali siano state distrutte in un incendio nello stabilimento della Columbia in Inghilterra negli anni '20. Esistono ancora copie dei 78 giri originali e le registrazioni sono state trasferite su LP e CD. Alcune delle copie digitali sono state migliorate dal computer.

## Elenco delle registrazioni acustiche
Tabella 1. Registrazioni dal 18 al 19 novembre 1919 agli Studi Columbia, Londra.
Le registrazioni di queste sessioni precedenti sono state ritenute insoddisfacenti, non sono state pubblicate e probabilmente sono andate perse.
| Compositore  | Opera                                                                                  | Matrice/Registrazione |
| ------------ | -------------------------------------------------------------------------------------- | --------------------- |
| Bach         | Preludio e fuga in do maggiore, BWV 846 (Il clavicembalo ben temperato, Libro I)       | 76699-1, -2           |
| Mozart       | Andantino dal Concerto per pianoforte n.9 in mi bem. magg., KV 271 (BV B 84, estratto) | 76700-1, -2           |
| Gounod-Liszt | Valzer dall'opera Faust, S.407                                                         | 76701-1, -2           |
| Bach         | Organ Chorale Prelude "Rejoice, Beloved Christians" BWV 734 (BV B 27)                  | 76702-1, -2           |
| Beethoven    | Ecossaises (non identificato ulteriormente; probabilmente BV B 47)                     | 76702-1, -2           |
| Chopin       | Notturno in fa diesis magg., Op.15, n.2                                                | 76703-1, -2           |
| Liszt        | Rapsodia ungherese n.13 in la min. S.244, Parte 1 (abbreviata)                         | 76704-1, -2           |
| Liszt        | Rapsodia ungherese n.13 in la min. S.244, Parte 2 (abbreviata)                         | 76705-1, -2           |
| Liszt        | Années de Pèlerinage; Deuxième Année - Italie, S.161 No.6: Sonetto 123 del Petrarca    | 76706-1, -2           |
| Liszt        | Valse oubliée [No.1?, S.215]                                                           | 76707-1, -2           |
| Liszt        | Etudes d'Exécution Transcendente d'après Paganini, S.140 No.5, "La Chasse"             | 76708-1, -2           |
| Chopin       | Étude Op. 25, No. 5 Nota sbagliata                                                     | 76709-1, -2           |
| Weber        | Piano Sonata No.1 in C major, Op.24: Finale, Presto (Rondo, Perpetuum mobile)          | 76710-1, -2, -3       |

Tabella 2. Registrazioni dal 27 febbraio 1922 agli Studi Columbia, Londra.
| Compositore | Opera                                                                               | Edizione | Matrice/Registrato |
| ----------- | ----------------------------------------------------------------------------------- | -------- | ------------------ |
| Bach        | Preludio e fuga in do maggiore, BWV 846 (Il clavicembalo ben temperato, Libro I)    | L 1445   | 76699-3 76699-4    |
| Bach        | Organ Chorale Prelude "Rejoice, Beloved Christians" BWV 734 (BV B 27)               | L 1470   | 76702-3            |
| Beethoven   | Ecossaises, WoO 83 (BV B 47)                                                        | L 1470   | 76702-3            |
| Chopin      | Notturno in fa diesis magg., Op.15, n. 2                                            | L 1432   | 76703-3 76703-4    |
| Liszt       | Rapsodia ungherese n.13 in la min. S.244, Parte 1 (abbreviata)                      | L 1456   | 76704-3 76704-4    |
| Liszt       | Rapsodia ungherese n.13 in la min. S.244, Parte 2 (abbreviata)                      | L 1456   | 76705-3 76705-4    |
| Liszt       | Années de Pèlerinage; Deuxième Année - Italie, S.161 No.6: Sonetto 123 del Petrarca |          | 76706-3 76706-4    |
| Chopin      | Étude Op. 25, No. 5 Nota sbagliata                                                  | L 1445   | 76709-3 76709-4    |
| Weber       | Piano Sonata No.1 in C major, Op.24: Finale, Presto (Rondo, Perpetuum mobile)       |          | 76709-4 76709-5    |
| Beethoven   | Ecossaises (non identificato ulteriormente; probabilmente BV B 47)                  |          | 75058-1            |
| Bach        | Prelude to Chorale (non identificato ulteriormente; probabilmente BV B 27)          |          | 75058-1            |
| Chopin      | Studio op. 10 n. 5 in sol bem. magg.                                                | L 1432   | 75059-1 75059-2    |
| Chopin      | Preludio in la magg., Op.28 n. 7; Studio op. 10 n. 5 in sol bem. magg.              | L 1470   | 75060-1 75060-2    |

## CD ristampati (parziale)
- Busoni e la sua eredità: registrazioni per pianoforte di Busoni • Ley • Petri

Arbiter 134 (CD; 72 min; ADD usando "tecnologie di profondità sonora", pubblicato nel 2002).
• Ferruccio Busoni (1866-1924): le registrazioni complete del 1922 (L 1445, L 1470, L 1432, L 1456)
• Rosamond Ley (1882-1969):
• Liszt: Jeux d'eau a la Villa d'Este (rec. 1942)
• Liszt: Sonata après une lecture du Dante (rec. 1942)
• Egon Petri (1881-1962):
• Liszt: Totentanz (incompleta; manca il primo first 78 giri; reg. 1936)
• Busoni: Piano Concerto, Movimento 4 (registrato da una trasmissione in diretta del 2 giugno 1932 con Hans Rosbaud, direttore)